# Alan Hartman
Pour les articles homonymes, voir Hartman.
Vous pouvez partager vos connaissances en l’améliorant (comment ?) selon les recommandations des projets correspondants.
Hartman Alan E. est un psychologue américain né dans le Michigan aux États-Unis en 1952.
Avant d'être nommé doyen à the College of Business en 1996, ses anciens postes administratifs aux UW Oshkosh furent président de la faculté du développement, doyen associé de la faculté de l'entreprise et assistant vice-chancelier de la division de l'éducation permanente. Alan Hartman a reçu deux prix de l'université du haut corps professoral : le John McNaughton Rosebush professor et une dotation pour l'excellence.

## Spécialités
- Le management,
- le changement organisationnel,
- la gestion formative,
- l'innovation organisationnelle,
- l'évaluation du rendement.

## Principale bibliographie
- Hartman,E. Alan,Jones, Allan P.,Stebbins, Michael W., James, Lawrence R., An Examination of the Relationships between Psychological Climate and a VIE Model for Work Motivation., Defense Technical Information Center OAI-PMH Repository (United States), 2002
- Hartman,E. Alan, Phillips, James L., A RANDOM-WALK MODEL FOR UELATIVE CONFLICT, Defense Technical Information Center OAI-PMH Repository (United States), 1998
- E. Alan Hartman, Donald Gudmundson, C. Burk Tower, Family Business Strategies: A Comparative Study, CiteSeer (United States), 1998